# Serie A Femenina Amateur de Ecuador 2024
El Campeonato Ecuatoriano de Fútbol Femenino 2024, llamado oficialmente Liga de Fútbol Amateur Femenina 2024 fue la 11.ª edición de la Serie A Femenina Amateur este torneo comenzó a jugar el 5 de julio y finalizó en 13 de octubre y dará 7 cupos para el Ascenso Nacional Femenino Profesional para determinar los ascensos a la Súperliga Femenina 2025. El torneo fue organizado por la Comisión Nacional de Fútbol Aficionado, anexa a la Federación Ecuatoriana de Fútbol

## Sistema de competición

### Primera etapa
Los 24 equipos participantes se dividieron en 6 grupos de 4 equipos cada uno, jugando bajo el sistema de todos contra todos en partidos de ida. Los mejores ubicados de cada grupo y los 4 mejores segundos clasificaron a la segunda etapa.

### Segunda etapa
Los 8 equipos clasificados de la etapa anterior fueron emparejados en 4 llaves, jugando cuartos, semifinal y final bajo el sistema de eliminación directa en partidos de ida y vuelta, decidiendo de esta manera al campeón del torneo. 
- Las llaves de los cuartos de final se llevaron bajo sorteo.
- El campeón, subcampeón, los semifinalistas y el mejor cuarto-finalistas, es decir los 5 mejores del torneo, clasificarán a los play-offs del Ascenso Nacional Femenino Profesional de Ecuador 2024 con el objetivo de determinar a los dos clubes ascendidos a la Súperliga Femenina 2025.

## Equipos participantes
- Grupo A: Corinthian's, Delfín, Marchesse, Independiente S. C.
- Grupo B: San Miguel, Academia Sport JC, Antonio Valencia, San Pablo Urco
- Grupo C: Técnico Universitario, Cumandá Agua Lluvia, Olimp. Marsella del Valle, Mushuc Runa
- Grupo D: Atlético Daule, Pereira, Bejucal Sport, Banfield
- Grupo E: Alianza F. C., Bastión S. C., Unión Española, Península
- Grupo F: Orense, Shumiral City, Huaquillas F. C., Atlético Mineiro

## Primera etapa

### Grupo A
|  |    | Equipo        | PJ | PG | PE | PP | GF | GC | DG  | PTS |
|  | -- | ------------- | -- | -- | -- | -- | -- | -- | --- | --- |
|  | 1° | Delfín        | 6  | 6  | 0  | 0  | 20 | 2  | +18 | 18  |
|  | 2º | Corinthians   | 5  | 3  | 0  | 2  | 14 | 7  | +7  | 9   |
|  | 3º | Marchesse     | 6  | 2  | 0  | 4  | 8  | 18 | -10 | 6   |
|  | 4º | Independiente | 5  | 0  | 0  | 5  | 0  | 15 | -15 | 0   |

|  | Clasificados a octavos de final. |

### Partidos y resultados
| Fecha 1      | Fecha 1   | Fecha 1          |
| Equipo Local | Resultado | Equipo Visitante |
| ------------ | --------- | ---------------- |
| Corinthians  | 3 - 0     | Independiente    |
| Delfín       | 4 - 1     | Marchesse        |

| Fecha 2       | Fecha 2   | Fecha 2          |
| Equipo Local  | Resultado | Equipo Visitante |
| ------------- | --------- | ---------------- |
| Marchesse     | 0 - 6     | Corinthians      |
| Independiente | 0 - 3     | Delfín           |

| Fecha 3      | Fecha 3   | Fecha 3          |
| Equipo Local | Resultado | Equipo Visitante |
| ------------ | --------- | ---------------- |
| Marchesse    | 3 - 0     | Independiente    |
| Corinthians  | 0 - 2     | Delfín           |

| Fecha 4       | Fecha 4   | Fecha 4          |
| Equipo Local  | Resultado | Equipo Visitante |
| ------------- | --------- | ---------------- |
| Delfín        | 4 - 1     | Corinthians      |
| Independiente | 0 - 3     | Marchesse        |

| Fecha 5       | Fecha 5   | Fecha 5          |
| Equipo Local  | Resultado | Equipo Visitante |
| ------------- | --------- | ---------------- |
| Independiente | 0 - 3     | Delfín           |
| Corinthians   | 4 - 1     | Marchesse        |

| Fecha 6       | Fecha 6   | Fecha 6          |
| Equipo Local  | Resultado | Equipo Visitante |
| ------------- | --------- | ---------------- |
| Marchesse     | 0 - 4     | Delfín           |
| Independiente | -         | Corinthians      |

### Grupo B
|  |    | Equipo           | PJ | PG | PE | PP | GF | GC | DG  | PTS |
|  | -- | ---------------- | -- | -- | -- | -- | -- | -- | --- | --- |
|  | 1° | Acad.Sport JC    | 6  | 4  | 0  | 2  | 12 | 9  | +3  | 12  |
|  | 2º | Atlét San Miguel | 6  | 3  | 1  | 2  | 21 | 9  | +12 | 10  |
|  | 3º | San Pablo Urco   | 6  | 2  | 1  | 3  | 9  | 18 | -9  | 7   |
|  | 4º | Antonio Valencia | 6  | 2  | 0  | 4  | 10 | 13 | -3  | 6   |

|  | Clasificados a octavos de final. |

### Resultados
- Los horarios corresponden al huso horario de Ecuador: (UTC-5).

| San Miguel | 1 - 1 | San Pablo Urco   | Ciudad de Ibarra | 6 de julio  | 16:00 |
| Sport JC   | 3 - 2 | Antonio Valencia | LP.de La Merced  | 10 de julio | 16:00 |

| Antonio Valencia | 4 - 1 | San Miguel | Isauro del Carmen  | 13 de julio | 14:00 |
| San Pablo Urco   | 1 - 2 | Sport JC   | Guillermo Albornoz | 13 de julio | 15:00 |

| Antonio Valencia | 1 - 2 | San Pedro Urco | Isauro Cevallos        | 20 de julio | 14:00 |
| San Miguel       | 6 - 0 | Sport JC       | Univ.Técnica del Norte | 20 de julio | 16:00 |

| Sport JC       | 3 - 1 | San Miguel       | LP.de la Merced    | 27 de julio | 11ː00 |
| San Pedro Urco | 4 - 1 | Antonio Valencia | Guillermo Albornoz | 27 de julio | 15:00 |

| San Miguel | 3 - 0 | Antonio Valencia | Univ.Técnica del Norte | 3 de agosto | 10ː00 |
| Sport JC   | 4 - 0 | San Pedro Urco   | LP.de La Merced        | 3 de agosto | 10ː30 |

| Antonio Valencia | 2 - 0 | Sport JC   | Isauro Cevallos    | 10 de agosto | 10ː00 |
| San Pedro Urco   | 1 - 9 | San Miguel | Guillermo Albornoz | 10 de agosto | 15ː00 |

### Grupo C
|  |    | Equipo              | PJ | PG | PE | PP | GF | GC | DG  | PTS |
|  | -- | ------------------- | -- | -- | -- | -- | -- | -- | --- | --- |
|  | 1° | Mushuc Runa         | 5  | 5  | 0  | 0  | 12 | 1  | +11 | 15  |
|  | 2º | Marsella del Valle  | 6  | 3  | 0  | 3  | 10 | 11 | -1  | 9   |
|  | 3º | Cumanda Agua Lluvia | 6  | 2  | 0  | 4  | 5  | 10 | -5  | 6   |
|  | 4º | Téc.Universitario   | 5  | 1  | 0  | 4  | 4  | 9  | -5  | 3   |

|  | Clasificados a octavos de final. |

### Resultados
- Los horarios corresponden al huso horario de Ecuador: (UTC-5).

| Cumanda Agua Lluvia | 0 - 1 | Marsella del valle | Mpal.de Shell  | 7 de julio     | 10:00          |
| Téc.Universitario   | -     | Mushuc Runa        | No se programó | No se programó | No se programó |

| Mushuc Runa        | 3-0   | Cumanda Agua LLuvia | Mpal.de Tisaleo   | 13 de julio | 10:00 |
| Marsella del Valle | 3 - 1 | Téc.Universitario   | Víctor Montenegro | 13 de julio | 13:00 |

| Téc.Universitario  | 0 - 1 | Cumanda Agua LLuvia | Complejo de Quillanloma | 20 de julio | 15:00 |
| Marsella del Valle | 1 - 5 | Mushuc Runa         | 21 de julio             | 13:00       |       |

| Mushuc Runa         | 1 - 0 | Marsella del Valle | 27 de julio   | Mpal.de Tisaleo | 11ː00 |
| Cumanda Agua LLuvia | 2 - 1 | Téc.Universitario  | Mpal.de Shell | 28 de julio     | 10:00 |

| Cumanda Agua LLuvia | 0 - 1 | Mushuc Runa        | Mpal.de Shell           | 3 de agosto | 14ː00 |
| Téc.Universitario   | 2 - 1 | Marsella del Valle | Complejo de Quillanloma | 3 de agosto | 14ː00 |

| Mushuc Runa        | 2 - 0 | Téc.Universitario   | Mpal.de Tisaleo   | 3 de agosto | 14ː00 |
| Marsella del Valle | 4 - 2 | Cumanda Agua LLuvia | Víctor Montenegro | 3 de agosto | 14ː00 |

### Grupo D
|  |    | Equipo        | PJ | PG | PE | PP | GF | GC | DG  | PTS |
|  | -- | ------------- | -- | -- | -- | -- | -- | -- | --- | --- |
|  | 1° | Bejucal Sport | 6  | 4  | 2  | 0  | 15 | 5  | +10 | 14  |
|  | 2º | Atlét Daule   | 6  | 2  | 3  | 1  | 7  | 5  | +2  | 9   |
|  | 3º | Banfield      | 6  | 2  | 2  | 2  | 6  | 6  | 0   | 8   |
|  | 4º | Pereira       | 6  | 0  | 1  | 5  | 3  | 15 | -12 | 1   |

|  | Clasificados a octavos de final. |

### Partidos y resultados
| Fecha 1      | Fecha 1   | Fecha 1          |
| Equipo Local | Resultado | Equipo Visitante |
| ------------ | --------- | ---------------- |
| Atlét Daule  | 0 - 2     | Bejucal Sport    |
| Pereira      | 0 - 1     | Banfield         |

| Fecha 2       | Fecha 2   | Fecha 2          |
| Equipo Local  | Resultado | Equipo Visitante |
| ------------- | --------- | ---------------- |
| Bejucal Sport | 8 - 2     | Pereira          |
| Banfield      | 1 - 1     | Atlét Daule      |

| Fecha 3      | Fecha 3   | Fecha 3          |
| Equipo Local | Resultado | Equipo Visitante |
| ------------ | --------- | ---------------- |
| Atlét Daule  | 0 - 0     | Pereira          |
| Banfield     | 0 - 0     | Bejucal Sport    |

| Fecha 4       | Fecha 4   | Fecha 4          |
| Equipo Local  | Resultado | Equipo Visitante |
| ------------- | --------- | ---------------- |
| Pereira       | 0 - 2     | Atlét Daule      |
| Bejucal Sport | 2 - 1     | Banfield         |

| Fecha 5      | Fecha 5   | Fecha 5          |
| Equipo Local | Resultado | Equipo Visitante |
| ------------ | --------- | ---------------- |
| Atlét Daule  | 2 - 0     | Banfield         |
| Pereira      | 0 - 1     | Bejucal Sport    |

| Fecha 6       | Fecha 6   | Fecha 6          |
| Equipo Local  | Resultado | Equipo Visitante |
| ------------- | --------- | ---------------- |
| Bejucal Sport | 2 - 2     | Atlét Daule      |
| Banfield      | 3 - 1     | Pereira          |

### Grupo E
|  |    | Equipo         | PJ | PG | PE | PP | GF | GC | DG  | PTS |
|  | -- | -------------- | -- | -- | -- | -- | -- | -- | --- | --- |
|  | 1° | Peninsula      | 6  | 4  | 1  | 1  | 14 | 3  | +11 | 13  |
|  | 2º | Alianza        | 6  | 3  | 2  | 1  | 10 | 3  | +7  | 11  |
|  | 3º | Bastión SC     | 6  | 2  | 3  | 1  | 7  | 3  | +4  | 9   |
|  | 4º | Unión Española | 6  | 0  | 0  | 6  | 0  | 18 | -18 | 0   |

|  | Clasificados a octavos de final. |

### Resultados
- Los horarios corresponden al huso horario de Ecuador: (UTC-5).

| Alianza    | 1 - 2 | Peninsula      | Complejo Dep.Chongon | 7 de julio | 09:00     |
| Bastión SC | 3 - 0 | Unión Española | Cancelado            | Cancelado  | Cancelado |

| Peninsula      | 2 - 0 | Bastión SC | Daring    | 13 de julio | 10:00     |
| Unión Española | 3 - 0 | Alianza    | Cancelado | Cancelado   | Cancelado |

| Alianza   | 0 - 0 | Bastión SC     | San Pedro de Chongon | 21 de julio | 09:00     |
| Península | 3 - 0 | Unión Española | Cancelado            | Cancelado   | Cancelado |

| Bastión SC     | 0 - 0 | Alianza   | Mpal.de Santa Lucía | 27 de julio | 09:00     |
| Unión Española | 0 - 3 | Península | Cancelado           | Cancelado   | Cancelado |

| Bastión SC | 1 - 1 | Península | Luis Vera Macías | 3 de agosto | 09:00     |
| Alianza    | 3 - 0 | Península | Cancelado        | Cancelado   | Cancelado |

| Península      | 1 - 6 | Alianza    | Daring    | 10 de agosto | 09:00     |
| Unión Española | 0 - 3 | Bastión SC | Cancelado | Cancelado    | Cancelado |

### Grupo F
|  |    | Equipo        | PJ | PG | PE | PP | GF | GC | DG  | PTS |
|  | -- | ------------- | -- | -- | -- | -- | -- | -- | --- | --- |
|  | 1° | Orense        | 6  | 4  | 2  | 0  | 26 | 1  | +25 | 14  |
|  | 2º | Shumiral City | 6  | 4  | 2  | 0  | 24 | 2  | +22 | 14  |
|  | 3º | Atlét Mineiro | 6  | 1  | 0  | 5  | 5  | 25 | -20 | 3   |
|  | 4º | Huaquillas FC | 6  | 1  | 0  | 5  | 7  | 34 | -27 | 3   |

|  | Clasificados a octavos de final. |

### Resultados
- Los horarios corresponden al huso horario de Ecuador: (UTC-5).

| Shumiral City | 8 - 1 | Huaquillas FC | LP.de Shumiral   | 6 de julio | 16:00 |
| Orense        | 6 - 0 | Atlét Mineiro | Euclides Paredes | 7 de julio | 10:00 |

| Huaquillas FC | 1 - 6 | Orense        | Humberto Arteta | 13 de julio | 15:00 |
| Atlét Mineiro | 0 - 4 | Shumiral City | Humberto Arteta | 13 de julio | 20:00 |

| Orense        | 0 - 0 | Shumiral City | Euclides Paredes | 20 de julio | 14:00 |
| Atlét Mineiro | 2 - 4 | Huaquillas FC | Humberto Arteta  | 20 de julio | 16:00 |

| Shumiral City | 0 - 0 | Orense        | LP.de Shumiral  | 24 de julio | 14:00 |
| Atlét Mineiro | 3 - 0 | Huaquillas FC | Humberto Arteta | 24 de julio | 20:00 |

| Orense        | 9 - 0 | Huaquillas FC | Euclides Paredes | 3 de agosto | 09:00 |
| Shumiral city | 6 - 0 | Atlét Mineiro | LDC.de Balao     | 3 de agosto | 14:00 |

| Huaquillas FC | 1 - 6 | Shumiral City | Humberto Arteta | 10 de agosto | 09:00 |
| Atlét Mineiro | 2 - 1 | Orense        | Humberto Arteta | 10 de agosto | 14:00 |

### Mejores terceros
Los cuatro mejores equipos en la tercera posición de los seis grupos se determinaron de la siguiente manera:
- Mayor número de puntos obtenidos en todos los partidos de grupo;
- Diferencia de goles en todos los partidos de grupo;
- Mayor número de goles marcados en todos los partidos de grupo;

|  |    | Equipo              | GR | PJ | PG | PE | PP | GF | GC | DG  | PTS |
|  | -- | ------------------- | -- | -- | -- | -- | -- | -- | -- | --- | --- |
|  | 1º | Bastión SC          | E  | 6  | 2  | 3  | 1  | 7  | 3  | +4  | 9   |
|  | 2º | Banfield            | D  | 6  | 2  | 2  | 2  | 6  | 6  | 0   | 8   |
|  | 3º | San Pablo Urco      | B  | 6  | 2  | 1  | 3  | 9  | 18 | -9  | 7   |
|  | 4º | Cumanda Agua Lluvia | C  | 6  | 2  | 0  | 4  | 5  | 10 | -5  | 6   |
|  | 5º | Marchesse           | A  | 6  | 2  | 0  | 4  | 8  | 18 | -10 | 6   |
|  | 6º | Atlét Mineiro       | F  | 6  | 1  | 0  | 5  | 5  | 25 | -20 | 3   |

|  | Clasificados a octavos de final. |

## Fase final

### Cuadro final
|  | Octavos de final                        | Octavos de final                        | Octavos de final                        | Octavos de final                        | Octavos de final                        |   |               | Cuartos de final             | Cuartos de final             | Cuartos de final             | Cuartos de final             | Cuartos de final             |  |               | Semifinales                   | Semifinales                   | Semifinales                   | Semifinales                   | Semifinales                   |  |               | Final                     | Final                     | Final                     | Final                     | Final                     |  |
|  | 24 de agosto al 1 de septiembre de 2024 | 24 de agosto al 1 de septiembre de 2024 | 24 de agosto al 1 de septiembre de 2024 | 24 de agosto al 1 de septiembre de 2024 | 24 de agosto al 1 de septiembre de 2024 |   |               | 7 y 14 de septiembre de 2024 | 7 y 14 de septiembre de 2024 | 7 y 14 de septiembre de 2024 | 7 y 14 de septiembre de 2024 | 7 y 14 de septiembre de 2024 |  |               | 21 y 28 de septiembre de 2024 | 21 y 28 de septiembre de 2024 | 21 y 28 de septiembre de 2024 | 21 y 28 de septiembre de 2024 | 21 y 28 de septiembre de 2024 |  |               | 5 y 13 de octubre de 2024 | 5 y 13 de octubre de 2024 | 5 y 13 de octubre de 2024 | 5 y 13 de octubre de 2024 | 5 y 13 de octubre de 2024 |  |
|  |                                         |                                         |                                         |                                         |                                         |   |               |                              |                              |                              |                              |                              |  |               |                               |                               |                               |                               |                               |  |               |                           |                           |                           |                           |                           |  |
|  |                                         |                                         |                                         |                                         |                                         |   |               |                              |                              |                              |                              |                              |  |               |                               |                               |                               |                               |                               |  |               |                           |                           |                           |                           |                           |  |
|  | Marsella del Valle                      | Marsella del Valle                      | 0                                       | 0                                       | 0                                       |   |               |                              |                              |                              |                              |                              |  |               |                               |                               |                               |                               |                               |  |               |                           |                           |                           |                           |                           |  |
|  | Marsella del Valle                      | Marsella del Valle                      | 0                                       | 0                                       | 0                                       |   |               |                              |                              |                              |                              |                              |  |               |                               |                               |                               |                               |                               |  |               |                           |                           |                           |                           |                           |  |
|  | Bejucal Sport                           | Bejucal Sport                           | 2                                       | 5                                       | 7                                       |   |               |                              |                              |                              |                              |                              |  |               |                               |                               |                               |                               |                               |  |               |                           |                           |                           |                           |                           |  |
|  | Bejucal Sport                           | Bejucal Sport                           | 2                                       | 5                                       | 7                                       |   | Bejucal Sport | Bejucal Sport                | 1                            | 6                            | 7                            |                              |  |               |                               |                               |                               |                               |                               |  |               |                           |                           |                           |                           |                           |  |
|  |                                         |                                         |                                         |                                         |                                         |   | Bejucal Sport | Bejucal Sport                | 1                            | 6                            | 7                            |                              |  |               |                               |                               |                               |                               |                               |  |               |                           |                           |                           |                           |                           |  |
|  |                                         |                                         | San Pablo Urco                          | San Pablo Urco                          | 1                                       | 0 | 1             |                              |                              |                              |                              |                              |  |               |                               |                               |                               |                               |                               |  |               |                           |                           |                           |                           |                           |  |
|  | Delfín                                  | Delfín                                  | San Pablo Urco                          | San Pablo Urco                          | 1                                       | 0 | 1             | 1                            | 1                            | 1(4)                         |                              |                              |  |               |                               |                               |                               |                               |                               |  |               |                           |                           |                           |                           |                           |  |
|  | Delfín                                  | Delfín                                  |                                         |                                         |                                         |   |               |                              |                              | 1(4)                         |                              |                              |  |               |                               |                               |                               |                               |                               |  |               |                           |                           |                           |                           |                           |  |
|  | San Pablo Urco                          | San Pablo Urco                          | 1                                       | 1                                       | 1(5)                                    |   |               |                              |                              |                              |                              |                              |  |               |                               |                               |                               |                               |                               |  |               |                           |                           |                           |                           |                           |  |
|  | San Pablo Urco                          | San Pablo Urco                          | 1                                       | 1                                       | 1(5)                                    |   |               |                              |                              |                              |                              |                              |  | Bejucal Sport | Bejucal Sport                 | 3                             | 0                             | 3                             |                               |  |               |                           |                           |                           |                           |                           |  |
|  |                                         |                                         |                                         |                                         |                                         |   |               |                              |                              |                              |                              |                              |  | Bejucal Sport | Bejucal Sport                 | 3                             | 0                             | 3                             |                               |  |               |                           |                           |                           |                           |                           |  |
|  |                                         |                                         | San Miguel                              | San Miguel                              | 1                                       | 1 | 2             |                              |                              |                              |                              |                              |  |               |                               |                               |                               |                               |                               |  |               |                           |                           |                           |                           |                           |  |
|  | Bastión SC                              | Bastión SC                              | San Miguel                              | San Miguel                              | 1                                       | 1 | 2             | 0                            | 0                            | 0                            |                              |                              |  |               |                               |                               |                               |                               |                               |  |               |                           |                           |                           |                           |                           |  |
|  | Bastión SC                              | Bastión SC                              |                                         |                                         |                                         |   |               |                              |                              | 0                            |                              |                              |  |               |                               |                               |                               |                               |                               |  |               |                           |                           |                           |                           |                           |  |
|  | San Miguel                              | San Miguel                              | 5                                       | 16                                      | 21                                      |   |               |                              |                              |                              |                              |                              |  |               |                               |                               |                               |                               |                               |  |               |                           |                           |                           |                           |                           |  |
|  | San Miguel                              | San Miguel                              | 5                                       | 16                                      | 21                                      |   | San Miguel    | San Miguel                   | 1                            | 4                            | 5                            |                              |  |               |                               |                               |                               |                               |                               |  |               |                           |                           |                           |                           |                           |  |
|  |                                         |                                         |                                         |                                         |                                         |   | San Miguel    | San Miguel                   | 1                            | 4                            | 5                            |                              |  |               |                               |                               |                               |                               |                               |  |               |                           |                           |                           |                           |                           |  |
|  |                                         |                                         | Shumiral City                           | Shumiral City                           | 0                                       | 3 | 3             |                              |                              |                              |                              |                              |  |               |                               |                               |                               |                               |                               |  |               |                           |                           |                           |                           |                           |  |
|  | Banfield                                | Banfield                                | Shumiral City                           | Shumiral City                           | 0                                       | 3 | 3             | 0                            | 0                            | 0                            |                              |                              |  |               |                               |                               |                               |                               |                               |  |               |                           |                           |                           |                           |                           |  |
|  | Banfield                                | Banfield                                |                                         |                                         |                                         |   |               |                              |                              | 0                            |                              |                              |  |               |                               |                               |                               |                               |                               |  |               |                           |                           |                           |                           |                           |  |
|  | Shumiral City                           | Shumiral City                           | 3                                       | 6                                       | 9                                       |   |               |                              |                              |                              |                              |                              |  |               |                               |                               |                               |                               |                               |  |               |                           |                           |                           |                           |                           |  |
|  | Shumiral City                           | Shumiral City                           | 3                                       | 6                                       | 9                                       |   |               |                              |                              |                              |                              |                              |  |               |                               |                               |                               |                               |                               |  | Bejucal Sport | Bejucal Sport             | 2                         | 4                         | 6                         |                           |  |
|  |                                         |                                         |                                         |                                         |                                         |   |               |                              |                              |                              |                              |                              |  |               |                               |                               |                               |                               |                               |  | Bejucal Sport | Bejucal Sport             | 2                         | 4                         | 6                         |                           |  |
|  |                                         |                                         | Mushuc Runa                             | Mushuc Runa                             | 3                                       | 0 | 3             |                              |                              |                              |                              |                              |  |               |                               |                               |                               |                               |                               |  |               |                           |                           |                           |                           |                           |  |
|  | Atlét Daule                             | Atlét Daule                             | Mushuc Runa                             | Mushuc Runa                             | 3                                       | 0 | 3             | 1                            | 3                            | 4                            |                              |                              |  |               |                               |                               |                               |                               |                               |  |               |                           |                           |                           |                           |                           |  |
|  | Atlét Daule                             | Atlét Daule                             |                                         |                                         |                                         |   |               |                              |                              | 4                            |                              |                              |  |               |                               |                               |                               |                               |                               |  |               |                           |                           |                           |                           |                           |  |
|  | Mushuc Runa                             | Mushuc Runa                             | 3                                       | 5                                       | 8                                       |   |               |                              |                              |                              |                              |                              |  |               |                               |                               |                               |                               |                               |  |               |                           |                           |                           |                           |                           |  |
|  | Mushuc Runa                             | Mushuc Runa                             | 3                                       | 5                                       | 8                                       |   | Mushuc Runa   | Mushuc Runa                  | 2                            | 1                            | 3                            |                              |  |               |                               |                               |                               |                               |                               |  |               |                           |                           |                           |                           |                           |  |
|  |                                         |                                         |                                         |                                         |                                         |   | Mushuc Runa   | Mushuc Runa                  | 2                            | 1                            | 3                            |                              |  |               |                               |                               |                               |                               |                               |  |               |                           |                           |                           |                           |                           |  |
|  |                                         |                                         | Península                               | Península                               | 0                                       | 0 | 0             |                              |                              |                              |                              |                              |  |               |                               |                               |                               |                               |                               |  |               |                           |                           |                           |                           |                           |  |
|  | Cumanda Agua LLuvia                     | Cumanda Agua LLuvia                     | Península                               | Península                               | 0                                       | 0 | 0             | 1                            | 1                            | 2                            |                              |                              |  |               |                               |                               |                               |                               |                               |  |               |                           |                           |                           |                           |                           |  |
|  | Cumanda Agua LLuvia                     | Cumanda Agua LLuvia                     |                                         |                                         |                                         |   |               |                              |                              | 2                            |                              |                              |  |               |                               |                               |                               |                               |                               |  |               |                           |                           |                           |                           |                           |  |
|  | Peninsula                               | Peninsula                               | 2                                       | 2                                       | 4                                       |   |               |                              |                              |                              |                              |                              |  |               |                               |                               |                               |                               |                               |  |               |                           |                           |                           |                           |                           |  |
|  | Peninsula                               | Peninsula                               | 2                                       | 2                                       | 4                                       |   |               |                              |                              |                              |                              |                              |  | Mushuc Runa   | Mushuc Runa                   | 2                             | 0                             | 2(4)                          |                               |  |               |                           |                           |                           |                           |                           |  |
|  |                                         |                                         |                                         |                                         |                                         |   |               |                              |                              |                              |                              |                              |  | Mushuc Runa   | Mushuc Runa                   | 2                             | 0                             | 2(4)                          |                               |  |               |                           |                           |                           |                           |                           |  |
|  |                                         |                                         | Orense                                  | Orense                                  | 0                                       | 2 | 2(2)          |                              |                              |                              |                              |                              |  |               |                               |                               |                               |                               |                               |  |               |                           |                           |                           |                           |                           |  |
|  | Sport JC                                | Sport JC                                | Orense                                  | Orense                                  | 0                                       | 2 | 2(2)          | 2                            | 1                            | 3(0)                         |                              |                              |  |               |                               |                               |                               |                               |                               |  |               |                           |                           |                           |                           |                           |  |
|  | Sport JC                                | Sport JC                                |                                         |                                         |                                         |   |               |                              |                              | 3(0)                         |                              |                              |  |               |                               |                               |                               |                               |                               |  |               |                           |                           |                           |                           |                           |  |
|  | Corinthians                             | Corinthians                             | 1                                       | 2                                       | 3(2)                                    |   |               |                              |                              |                              |                              |                              |  |               |                               |                               |                               |                               |                               |  |               |                           |                           |                           |                           |                           |  |
|  | Corinthians                             | Corinthians                             | 1                                       | 2                                       | 3(2)                                    |   | Corinthians   | Corinthians                  | 2                            | 1                            | 3                            |                              |  |               |                               |                               |                               |                               |                               |  |               |                           |                           |                           |                           |                           |  |
|  |                                         |                                         |                                         |                                         |                                         |   | Corinthians   | Corinthians                  | 2                            | 1                            | 3                            |                              |  |               |                               |                               |                               |                               |                               |  |               |                           |                           |                           |                           |                           |  |
|  |                                         |                                         | Orense                                  | Orense                                  | 4                                       | 2 | 6             |                              |                              |                              |                              |                              |  |               |                               |                               |                               |                               |                               |  |               |                           |                           |                           |                           |                           |  |
|  | Alianza                                 | Alianza                                 | Orense                                  | Orense                                  | 4                                       | 2 | 6             | 0                            | 0                            | 0                            |                              |                              |  |               |                               |                               |                               |                               |                               |  |               |                           |                           |                           |                           |                           |  |
|  | Alianza                                 | Alianza                                 |                                         |                                         |                                         |   |               |                              |                              | 0                            |                              |                              |  |               |                               |                               |                               |                               |                               |  |               |                           |                           |                           |                           |                           |  |
|  | Orense                                  | Orense                                  | 4                                       | 5                                       | 9                                       |   |               |                              |                              |                              |                              |                              |  |               |                               |                               |                               |                               |                               |  |               |                           |                           |                           |                           |                           |  |
|  | Orense                                  | Orense                                  | 4                                       | 5                                       | 9                                       |   |               |                              |                              |                              |                              |                              |  |               |                               |                               |                               |                               |                               |  |               |                           |                           |                           |                           |                           |  |
|  |                                         |                                         |                                         |                                         |                                         |   |               |                              |                              |                              |                              |                              |  |               |                               |                               |                               |                               |                               |  |               |                           |                           |                           |                           |                           |  |

#### Octavos de final
| Llave | Local              | Resultado   | Visitante          | Estadio             | Ciudad          | Fecha           | Hora  |
| ----- | ------------------ | ----------- | ------------------ | ------------------- | --------------- | --------------- | ----- |
| 1     | Marsella del Valle | 0 - 2       | Bejucal Sport      | Víctor Montenegro   | Quijos          | 24 de agosto    | 12:00 |
| 1     | Bejucal Sport      | 5 - 0       | Marsella del Valle | Julio Salinas Rizzo | Baba            | 1 de septiembre | 15:00 |
| 2     | Bastión S. C.      | 0 - 5       | San Miguel         | Mun. Santa Lucía    | Santa Lucía     | 24 de agosto    | 15:00 |
| 2     | San Miguel         | 16 - 0      | Bastión S. C.      | LDP Caranqui        | Ibarra          | 1 de septiembre | 9:00  |
| 3     | San Pablo Urco     | 2 - 2       | Delfín             | Guillermo Albornoz  | Cayambe         | 24 de agosto    | 15:00 |
| 3     | Delfín             | 1(4) - 1(5) | San Pablo Urco     | Reales Tamarindos   | Portoviejo      | 31 de agosto    | 13:00 |
| 4     | Banfiel            | 0 - 3       | Shumiral City      | Concha Fuente       | Vinces          | 24 de agosto    | 15:00 |
| 4     | Shumiral City      | 6 - 0       | Banfield           | LDP Shumiral        | Camilo Ponce E. | 31 de agosto    | 15:00 |
| 5     | Sport JC           | 2 - 1       | Corinthian's       | La Moya             | Quito           | 24 de agosto    | 16:00 |
| 5     | Corinthian's       | 2(2) - 1(0) | Sport JC           | LDC El Empalme      | El Empalme      | 1 de septiembre | 14:00 |
| 6     | Alianza F. C.      | 0 - 4       | Orense             | SP de Chongón       | Guayaquil       | 25 de agosto    | 9:00  |
| 6     | Orense             | 5- 0        | Alianza F. C.      | Euclides Palacios   | Machala         | 31 de agosto    | 10:00 |
| 7     | Atlético Daule     | 1 - 3       | Mushuc Runa        | La Aurora           | Daule           | 25 de agosto    | 10:00 |
| 7     | Mushuc Runa        | 5 - 3       | Atlético Daule     | Echaleche           | Ambato          | 31 de agosto    | 10:00 |
| 8     | Cumandá ALL        | 1 - 2       | Península          | Municipal Shell     | Mera            | 25 de agosto    | 13:30 |
| 8     | Península          | 2 - 1       | Cumandá ALL        | El Dorado           | Anconcito       | 1 de septiembre | 14:00 |

### Final
El partido final lo disputaron los 2 equipos clasificados de las semifinales. Se jugarían en encuentros de ida y vuelta: se enfrentaron el 5 de octubre y la revancha la jugarían el 13 de octubre; el ganador se consagró campeón.
| Fechas            | Local en la ida | Global | Local en la vuelta | Ida | Vuelta |
| ----------------- | --------------- | ------ | ------------------ | --- | ------ |
| 5 y de 13 octubre | Mushuc Runa     | 3 - 6  | Bejucal Sport      | 3-2 | 0-4    |

|                                   |
| Bandera de Los Ríos               |
| Campeón Bejucal Sport 1.er título |

## Tabla general
|  |                   |     | Equipo              | PJ | PG | PE | PP | GF | GC | DG  | PTS |  | Resultado en la que concluyó su participación              |
|  | ----------------- | --- | ------------------- | -- | -- | -- | -- | -- | -- | --- | --- |  | ---------------------------------------------------------- |
|  |                   | 1°  | Bejucal Sport(C)    | 14 | 9  | 3  | 2  | 38 | 11 | +27 | 30  |  | Campeón, clasificó a la Ascenso Nacional Femenino 2024     |
|  | Tungurahua 2      | 2°  | Mushuc Runa(SC)     | 13 | 11 | 0  | 2  | 28 | 13 | +15 | 33  |  | Subcampeón, clasificó a la Ascenso Nacional Femenino 2024  |
|  |                   | 3°  | Orense              | 12 | 9  | 2  | 1  | 43 | 6  | +37 | 29  |  | Semifinalista, clasificó al Ascenso Nacional Femenino 2024 |
|  |                   | 4º  | San Miguel          | 12 | 8  | 1  | 3  | 49 | 15 | +34 | 25  |  | Semifinalista, clasificó al Ascenso Nacional Femenino 2024 |
|  | Bandera de Azuay  | 5º  | Shumiral City       | 10 | 6  | 2  | 2  | 36 | 7  | +29 | 20  |  | Clasificó al Ascenso Nacional Femenino 2024                |
|  |                   | 6º  | Peninsula           | 10 | 6  | 1  | 3  | 18 | 8  | +10 | 19  |  | Clasificó al Ascenso Nacional Femenino 2024                |
|  |                   | 7º  | Corinthians         | 9  | 4  | 0  | 5  | 20 | 16 | +4  | 12  |  | Clasificó al Ascenso Nacional Femenino 2024                |
|  |                   | 8º  | San Pablo Urco      | 10 | 2  | 4  | 4  | 12 | 27 | -15 | 10  |  |                                                            |
|  |                   | 9º  | Delfín              | 8  | 6  | 2  | 0  | 22 | 4  | +18 | 20  |  |                                                            |
|  |                   | 11º | Sport JC            | 8  | 5  | 0  | 3  | 15 | 12 | +3  | 15  |  |                                                            |
|  |                   | 11º | Alianza             | 8  | 3  | 2  | 3  | 10 | 12 | -2  | 11  |  |                                                            |
|  |                   | 12º | Atlét Daule         | 8  | 2  | 3  | 3  | 11 | 13 | -2  | 9   |  |                                                            |
|  |                   | 13º | Marsella del Valle  | 8  | 3  | 0  | 5  | 10 | 18 | -2  | 9   |  |                                                            |
|  |                   | 14º | Bastión SC          | 8  | 2  | 3  | 3  | 7  | 24 | -17 | 9   |  |                                                            |
|  |                   | 15º | Banfield            | 8  | 2  | 2  | 4  | 6  | 14 | -8  | 8   |  |                                                            |
|  |                   | 16º | Cumanda Agua Lluvia | 8  | 2  | 0  | 6  | 7  | 14 | -7  | 6   |  |                                                            |
|  |                   | 17º | Antonio Valencia    | 6  | 2  | 0  | 4  | 10 | 13 | -3  | 6   |  |                                                            |
|  |                   | 18º | Marchesse           | 6  | 2  | 0  | 4  | 8  | 18 | -10 | 6   |  |                                                            |
|  | Tungurahua 2      | 19º | Téc.Universitario   | 5  | 1  | 0  | 4  | 4  | 9  | -5  | 3   |  |                                                            |
|  |                   | 20º | Atlét Mineiro       | 6  | 1  | 0  | 5  | 5  | 25 | -20 | 3   |  |                                                            |
|  |                   | 21º | Huaquillas FC       | 6  | 1  | 0  | 5  | 7  | 34 | -27 | 3   |  |                                                            |
|  |                   | 22º | Pereira             | 6  | 0  | 1  | 5  | 3  | 15 | -12 | 1   |  |                                                            |
|  | Bandera de Manabí | 23º | Independiente       | 5  | 0  | 0  | 5  | 0  | 15 | -15 | 0   |  |                                                            |
|  |                   | 24º | Unión Española      | 6  | 0  | 0  | 6  | 0  | 18 | -18 | 0   |  |                                                            |

PJ = Partidos jugados; PG = Partidos ganados; PE = Partidos empatados; PP = Partidos perdidos; GF = Goles a favor; GC = Goles en contra; DG = Diferencia de gol; PTS = Puntos